# Slinfold
Slinfold – wieś w Anglii, w hrabstwie West Sussex, w dystrykcie Horsham. Leży 37 km na północny wschód od miasta Chichester i 53 km na południe od Londynu. W 2001 miejscowość liczyła 1647 mieszkańców.